# Luis Mucillo
Luis Mucillo (Rosario, Argentina ,12 de diciembre de 1956 - Buenos Aires, Argentina, 30 de julio de 2021) fue compositor y pianista argentino. Desarrolló su carrera en Argentina, Alemania, Francia y Brasil. 
Estudió piano con Aldo Antognazzi, armonía y análisis con Jorge Rotter, composición con Francisco Kröpfl y trabajó repertorio pianístico contemporáneo con su amigo Gerardo Gandini. Becado por el Servicio Alemán de Intercambio Académico (DAAD), estudió música electroacústica en la Universidad de Colonia bajo la orientación de Hans Ulrich Humpert. Desarrolló parte de su carrera en Alemania y posteriormente en Brasil, donde enseñó composición y análisis en la Universidad Federal de Brasilia. En Francia fue compositor en residencia de la Fundación Les Treilles, y en Brasil y Argentina dictó cursos y seminarios especializados. Su labor como conferencista fue muy intensa en Brasil y Argentina y publicó numerosos artículos sobre temas literarios, como la confluencia entre la música y la poesía, la obra de los prerrafaelitas y la leyenda artúrica en la literatura medieval.
Su obra incluye piezas para orquesta, música de cámara, piano solo, ciclos de canciones y piezas electroacústicas. Ha incursionado en la escritura de obras para instrumentos antiguos, como piezas para clave y Música para Marius Schneider (2013) para cuarteto de instrumentos barrocos, que rinde homenaje al imaginario del musicólogo alemán.
Entre sus obras orquestales se destacan: Imágenes para clavecín y orquesta (1986), Notturno (1999), Concierto para piano y orquesta (2001), Brocéliande (2003), Corpus Christi: Visiones del Grial (2010), Concierto para flauta y orquesta (2011), así como tres ciclos de canciones con orquesta: Entre la luna y la sombra (mezzo-soprano, coro de niños, 2002) y Liebeslieder (barítono, 2009), La Quête de Bronwyng (soprano, 2015)
Su obra para orquesta  ha sido interpretada por la Nouvelle Orchestre Philarmonique de Radio France, Orchestra della Fondazione Teatro Lirico Giuseppe Verdi di Trieste, Orquesta Filarmónica de Buenos Aires, Orquesta Estable del Teatro Colón, Orquesta Sinfónica Nacional, Orquesta Sinfónica de Rosario, Orquesta Sinfónica Nacional de la Universidad de Cuyo, Orquesta Estable del Teatro Argentino de La Plata, Orquesta Sinfónica de Entre Ríos, con directores como David Porcelijn, Nicolas Rauss, Jorge Rotter, Andrés Spiller, Stefan Lano, Mariano Chiachiarini, Günter Neuhold y Yeny Delgado; y solistas como los cantantes Lucía Maranca, Martha Herr, Rosa Domínguez, Susana Caligaris, Virginia Correa Dupuy, Margrit van Reisen, Phillip Salmon, Guillermo Anzorena y Victor Torres, los flautistas Philippe Bernold, Raúl Becerra, Patricia Da Dalt y Gabriel Pérsico, los pianistas Aldo Antognazzi, Gerardo Gandini, César Vuksic, Beatriz Balzi, Susana Kasakoff, Alexander Panizza y Silvia Dabul y los clavecinistas Ilton Wjuniski, Sonia Lee, Alejandra Sottile y Maria de Lourdes Cutolo.
Su obra de cámara ha sido interpretada por Ensemble Musique Vivante de Paris, Contrast-Ensemble de Köln, Klangkonzept Ensemble de Nürnberg, Ensemble Dédalus, Trio Luminar, Compañía Oblicua y Ensamble Los Percusionistas de Buenos Aires, Conjunto Música Poética, entre otros. 
En 2025 parte del archivo personal de Luis Mucillo fue donado por María de Lourdes Cutolo al Instituto Nacional de Musicología "Carlos Vega". Asimismo, la colección de literatura medieval fue donada a diversas bibliotecas de la Facultad de Filosofía y Letras de la Universidad de Buenos Aires.

## Trayectoria

### Argentina, Rosario (1956 a 1979)
En su adolescencia estudió piano con Aldo Antognazzi y materias teóricas con Jorge Rotter. En esta época de formación, Mucillo fue delineando sus búsquedas estéticas y dándolas a conocer. Una anécdota que ilustra este perfil es que en el examen de ingreso a la carrera de composición de la Facultad de Música de la Universidad de Rosario, superando los requisitos exigidos para piano complementario, presentó la Sonata para piano n.º 2 Concord de Charles Ives. Este compositor fue importante para su formación tanto como intérprete de piano como para sus búsquedas creativas en composición. Si bien logró ingresar a la carrera, eligió continuar sus estudios de manera particular. Mientras vivía en Rosario viajaba a Buenos Aires para estudiar composición con Francisco Kröpfl y repertorio contemporáneo para piano con Gerardo Gandini.

### Alemania (1979 a 1984)
Becado por el DAAD, estudió en el Estudio para Música Electroacústica de la Universidad de Colonia bajo la orientación de Hans Ulrich Humpert. En este período compuso las obras Isla de Cristal (1982) y Au delà des portes d'ivoire (1982). 

### Francia (1989)
En marzo de 1989, Luis Mucillo recibe una invitación para una residencia de trabajo en la Fundación Les Treilles-Académie Musicale de Villecroze. Esta estancia se desarrolló de Junio a Noviembre y Mucillo compuso dos obras: Fragmentos, dos canciones para mezzosoprano, flauta y clave dedicadas a Anne Gruner Schlumberger, presidenta de la fundación; y Pondération mystérieuse, para flauta sola, dedicada al flautista francés Philippe Bernold, quien la estrenó el mismo año.

## Mucillo y la docencia
Como se desarrolla en el apartado del presente artículo sobre el estilo de composición de Mucillo, las referencias extra-musicales constituyen para el compositor una fuente importante en el desarrollo de sus procesos creativos. Esta característica también estuvo presente en su pedagogía musical. Según cuenta su compañera de vida, María de Lourdes Cutolo: “No sólo enseñaba música, sino el amor al arte en general”.
En los programas de los conciertos de sus alumnos de composición, se puede observar cómo utilizaba símbolos y fragmentos de partituras u obras plásticas en las portadas, delineando una identidad visual especial para cada evento. Estos son los casos de una pintura de Paul Klee y la partitura de la obra Twin Suns (Doppelgänger aus der Ewigkeit) de George Crumb escrita de forma circular que utilizó en distintos programas de este período.
Para uno de los conciertos de alumnos de composición escribió en el programa una breve reflexión acerca de la filosofía de enseñanza “... cabe ao professor a função de guia do jovem aprendiz que, voltado para seu interior, vacila ante a visão dos territórios a desvendar. Essa visão poderá ser incerta ou nebulosa; o professor deverá ajudar a restituí-la de maneira precisa, a tornar possível a realização acurada daquela imagem intuída pelo compositor iniciante, procedendo com a maior imparcialidade, sem permitir que gosto ou estética pessoais interfiram nesse processo de concretização”.
De manera particular en su domicilio, ya sea en Brasilia como en la Ciudad de Buenos Aires, ha formado a diferentes compositores en análisis musical y composición. Algunos de sus estudiantes son Alex Nante, Lautaro Figueroa Balcarce. Federico Nicolás Lopez, Ignacio Miranda, Sebastian Boeris, entre otros.

## Listado de obras

### Rosario, Argentina
| Título                                 | Instrumentación           | Año  | Enlace para escuchar |
| -------------------------------------- | ------------------------- | ---- | -------------------- |
| Preludio                               | Piano a 4 manos           | 1973 |                      |
| Tres piezas                            | Piano                     | 1973 |                      |
| La fuga de Waltari                     | Orquesta                  | 1974 |                      |
| Metafonía                              | Ensamble                  | 1974 |                      |
| Dos poemas chinos                      | Soprano y orquesta        | 1974 |                      |
| Aridireccional                         | Flauta, clarinete y piano | 1975 |                      |
| Combinaciones                          | Flauta                    | 1975 |                      |
| Música 1975                            | Piano                     | 1975 |                      |
| Cosmos                                 | Orquesta de cuerdas       | 1975 |                      |
| Música para vientos, piano y percusión | Orquesta                  | 1976 |                      |
| Música para flauta y piano             | Flauta y piano            | 1976 |                      |
| Interpolaciones móviles                | Guitarra                  | 1976 |                      |
| Composición                            | Clarinete                 | 1976 |                      |
| Tres Improptus                         | Piano                     | 1976 |                      |
| Cuatro Nocturnos                       | Piano                     | 1977 |                      |
| Nocturno V Greensleeves                | Orquesta de Cámara        | 1978 |                      |
| Soneto de Petrarca                     | Mezzosoprano y ensamble   | 1978 |                      |
| Poema                                  | Flauta y guitarra         | 1978 |                      |
| Aria                                   | Piano                     | 1978 |                      |

### Colonia, Alemania
| Título                      | Instrumentación      | Año  | Enlace para escuchar |
| --------------------------- | -------------------- | ---- | -------------------- |
| Dos poemas de Li Tai -Pe    | Mezzosoprano y piano | 1980 |                      |
| Tres preludios              | Clavecín             | 1981 |                      |
| Isla de Cristal             | Electroacústica      | 1982 |                      |
| Au delá des portes d'ivoire | Electroacústica      | 1982 |                      |

### Brasília, Brasil
| Título                                      | Instrumentación            | Año       | Enlace para escuchar |
| ------------------------------------------- | -------------------------- | --------- | -------------------- |
| Selva oscura                                | Piano                      | 1985      |                      |
| Soft stillness and the night                | Piano                      | 1985      |                      |
| Impromptu in memoriam Berg                  | Flauta, clavecín y celesta | 1985      |                      |
| Imágenes                                    | Clavecín y orquesta        | 1986      |                      |
| Seis Bagatelas                              | Flauta, clarinete y piano  | 1986      |                      |
| Libro de Imágenes                           | Cinco piezas para clavecín | 1986-1987 |                      |
| Laberintos                                  | Orquesta de cámara         | 1987      |                      |
| Flowers (poemas de Blake, Tennyson y Joyce) | Mezzosoprano y piano       | 1987      |                      |
| El otro diálogo (poemas de A. Zakythinos)   | Soprano y guitarra         | 1987      |                      |
| Scherzando                                  | Oboe                       | 1987      |                      |
| I sing of a maiden                          | Tres voces femeninas       | 1987      |                      |

### Villecroze, Francia
| Título                  | Instrumentación                                 | Año  | Enlace para escuchar |
| ----------------------- | ----------------------------------------------- | ---- | -------------------- |
| Pondération mysterieuse | Flauta                                          | 1989 |                      |
| Fragmentos              | Dos canciones para mezzosoprano, flauta y clave | 1989 |                      |

### Brasilia, Brasil
| Título                                                            | Instrumentación                                           | Año       | Enlace para escuchar |
| ----------------------------------------------------------------- | --------------------------------------------------------- | --------- | -------------------- |
| Aus Märchenzeit                                                   | Piano                                                     | 1995-1999 |                      |
| Berceuse                                                          | Flauta y clavecín                                         | 1997      |                      |
| Notturno per grande orchestra                                     | Orquesta                                                  | 1999      |                      |
| Romanzas sin palabras                                             | Flauta, corno inglés y clave                              | 1999      |                      |
| Concierto para piano y orquesta                                   | Piano y orquesta                                          | 2000-2001 |                      |
| Entre la luna y la sombra (Poemas de Robert Graves)               | Mezzosoprano, coro de niños y orquesta                    | 2002      |                      |
| The Starred Coverlet                                              | Soprano y piano                                           | 2002      |                      |
| Brocéliande                                                       | Orquesta                                                  | 2003      |                      |
| Sortilegio de Otoño                                               | Flauta, viola y arpa                                      | 2004      |                      |
| Berceuse                                                          | Flauta solista y ensamble                                 | 2004      |                      |
| Of Golden King and Silver Lady                                    | Traverso y clavecín                                       | 2004      |                      |
| El Árbol Iluminado                                                | Piano                                                     | 2005      |                      |
| Otros gatos (poemas de Padeletti y Mucillo)                       | Soprano y piano                                           | 2005      |                      |
| Cuatro Canciones (poemas de Heine, Rilke, Hoffmannsthal, Novalis) | Barítono y piano                                          | 2006      |                      |
| Corpus Christi Preludio                                           | Orquesta                                                  | 2006      |                      |
| El Ciervo Blanco                                                  | Piano                                                     | 2008      |                      |
| Luz loura do luar de ouro                                         | Clavecin                                                  | 2008      |                      |
| Liebeslieder (cinco canciones)                                    | Barítono y orquesta                                       | 2009      |                      |
| Mabinogion Suite                                                  | Orquesta                                                  | 2010      |                      |
| La Quête de Bronwyn (poemas de Cirlot)                            | Soprano y piano                                           | 2010      |                      |
| Una barca en el río de los sueños                                 | Para dos percusionistas                                   | 2010      |                      |
| A true lover's knot - Variantes de "Barbara Allen"                | Piano                                                     | 2010      |                      |
| Corpus Chisti: Visiones del Grial (3 piezas para orquesta)        | Orquesta                                                  | 2010      |                      |
| Concierto para flauta y orquesta                                  | Flauta y orquesta                                         | 2011      |                      |
| Mosaico para San Martin de Tours                                  | Clavecin                                                  | 2011      |                      |
| The Salley Gardens                                                | Piano                                                     | 2012      |                      |
| Cinco canciones Folklóricas Francesas                             | Barítono y piano                                          | 2012      |                      |
| La Dama Azul (Texto de Victoria Cirlot)                           | Barítono y piano                                          | 2012      |                      |
| La Manta Estrellada - 1° parte - Preludio 1 al 6                  | Piano                                                     | 2012      |                      |
| Música para Marius Schneider                                      | Ensamble barroco, flautas, violín, violoncello y clavecín | 2013      |                      |
| La Manta Estrellada - 2° parte - Preludio 7 al 12                 | Piano                                                     | 2014      |                      |
| El silencio de Perceval                                           | Soprano y arpa                                            | 2014      |                      |
| El castillo de Grial                                              | Soprano y arpa                                            | 2014      |                      |
| Una Suite Irlandesa                                               | Arpa                                                      | 2014-2015 |                      |
| Cuatro Miniaturas (Poemas de Calveyra)                            | Soprano y piano                                           | 2015      |                      |
| The Cloths of Heaven (Tres poemas de Yeats)                       | Tenor y piano                                             | 2015      |                      |
| La Quête de Bronwyn (Poemas de Cirlot)                            | Soprano y orquesta                                        | 2015      |                      |
| Ascensión del Monte Análogo                                       | Piano                                                     | 2017      |                      |
| El Dios Desconocido (Tres poemas de Silesius)                     | Barítono y piano                                          | 2017      |                      |
| Matière de Bretagne                                               | Dos pianos                                                | 2018      |                      |
| Mistletoe                                                         | Tenor y piano                                             | 2020      |                      |
| Enjambre de la Seda (Poemas de H. Piccoli)                        | Soprano y piano                                           | 2020      |                      |

## Publicaciones

### Discografía
- Vestigios (PRODAMus, 2020)
- En el reino de la alegoría (Producción independiente, 2005/2008)

### Artículos sobre música
- MUCILLO, Luis. Las máscaras de Bussoni. En: Revista Clásica Año 14. Nº154. Agosto 2001. 12-13.
- MUCILLO, Luis. A propósito de György Ligeti. En: Revista Las Ranas Año III, Nº4. invierno-primavera de 2007.
- MUCILLO, Luis. El exilio occidental. En: Revista Teatro Colón. Año: XVII Nº104. Agosto-septiembre 2012. 18-23.
- MUCILLO, Luis. Un parnasiano en la Escuela de Viena. En: Revista Teatro Colón. Año: XIV Nº93. Septiembre-octubre 2010. 40-42.
- MUCILLO, Luis. A propos des Images pour clavecin et orchestre. En: Bulletin de l’académie musicale de Villecroze, N°2 Junio de 1989. 35-43.

### Artículos sobre literatura
- MUCILLO, Luis. La luz de una cabellera. En: Diario de Poesía Nº78. Junio a Octubre de 2009. 21-22.
- MUCILLO, Luis. Ponencia en Encuentro de música y poesía. 29 de marzo de 2012.
- MUCILLO, Luis. O mito de Ísis no asno de ouro En: Cerrados. Revista do Curso de Pos-Graduacao em Literatura. Año: 4 N°4, 1995. 80-95.
- MUCILLO, Luis. As origens de Merlin. En: Humanidades. Año: 4 Volumen 9 N°1, año 1995. Universidade de Brasilia. 95-105.

## Premios
- 1987. Primer Premio Internacional de Composición Sinfónica de Trieste.
- 2005. Premio de Música Clarín- Espectáculos.
- 2006. Primer Premio Municipal de la Ciudad de Buenos Aires.
- 2009. Premio Konex que lo destaca como uno de los principales compositores argentinos de la década.
- 2014. Premio Nacional de Música.
- 2022. Premio a la trayectoria-compositor de Asociación de Críticos Musicales de la Argentina.